# جیمز فرگوسن (بازیکن واترپلو)
جیمز فرگوسن (انگلیسی: James Ferguson؛ زادهٔ april ۲۷, ۱۹۴۹ (۷۵ سال)) ورزشکار واترپلو اهل ایالات متحده آمریکا است.
وی در مسابقات کشوری و بین‌المللی در مجموع برندهٔ ۱ مدال برنز شده‌است.